# Coeliades lorenzo
The Lorenzo Red Tab Policeman (Coeliades lorenzo) là một loài bướm ngày thuộc họ Bướm nhảy. Nó được tìm thấy ở Nam Phi in Maputaland forests of miền bắc KwaZulu-Natal, phía bắc into Mozambique.
Sải cánh dài 58–64 mm đối với con đực and 61–66 mm đối với con cái. Con trưởng thành bay quanh năm in warmer areas with peaks vào cuối hè and autumn.
Ấu trùng ăn Acridocarpus natalitius.